# Bothrops atrox
Bothrops atrox är en ormart som beskrevs av Carl von Linné 1758. Bothrops atrox ingår i släktet Bothrops och familjen huggormar. Inga underarter finns listade.

## Utseende
Arten är med en längd upp till 2,5 meter en stor orm. De flesta exemplar är 1,4 till 1,5 meter långa. De har en tjock kropp med brun, gråbrun eller grå grundfärg. På bålen förekommer gula, svarta och mörkbruna mönster. Kännetecknande är den gula hakan som påminner om ett blont skägg.

## Utbredning
Utbredningsområdet sträcker sig från östra Mexiko över Centralamerika och norra Sydamerika till norra Argentina. Några populationer lever på öar i södra Västindien. Habitatet varierar mellan olika skogar, buskskogar, träskmarker, jordbruksmark och andra kulturlandskap.

## Ekologi
Bothrops atrox jagar främst mindre däggdjur som gnagare, pungråttor och fladdermöss. Andra byten är groddjur, småfåglar, ödlor och mindre ormar. I sällsynta fall äts även kräftdjur.
Honan lägger inga ägg utan föder 60 till 80 ungar per tillfälle. Hos en 1,8 meter lång hona är ungarna vid födelsen ungefär 30 cm långa. Redan vid denna tidpunkt har ungarna ett giftigt bett. Liksom skallerormar kan Bothrops atrox skallra med svansspetsen men ljudet uppstår inte i svansspetsen själv utan när den slår mot föremål.
En orm som har förmåga att döda Bothrops atrox är Clelia clelia. Den är ungefär av samma storlek och den saknar gift. Clelia clelia dödar bytet genom kvävning. Den påverkas inte anmärkningsvärd av giftet. På olika öar där ormen förekommer introducerades manguster för att minska råttdjurens population. Mangusterna började döda även exemplar av Bothrops atrox samt av andra ormar som likaså jagar råttdjur.
Ormen ligger under natten ofta på vägar och stigar som värmdes upp under dagen vad som kan leda till konflikter med människor.